# Roestvlekkenzwam
De roestvlekkenzwam (Rhodocollybia maculata, synoniem: Collybia maculata) is een paddenstoel uit de familie Marasmiaceae. Hij komt algemeen voor in naaldbossen of tussen varens onder gunstige omstandigheden. De soort vormt ook wel heksenkringen. De paddenstoel komt op in de herfst.

## Kenmerken

### Uiterlijke kenmerken
Hoed
De hoed heeft een diameter van 3–8 (–15) cm. De vorm is halfrond als hij jong is, later platter en soms onregelmatig vervormd. Het gladde, matte en droge oppervlak is aanvankelijk witachtig tot crèmewit en wordt naarmate het ouder wordt, vooral naar het midden steeds meer bedekt met roestbruine vlekken.
Lamellen
De dunne, zeer dicht opeengepakte lamellen zijn witachtig tot crèmekleurig, afgerond en vastgehecht aan de steel. De lamelsnede is gekarteld of gekerfd.
Steel
De stoere, oude holle, cilindrische steel is 5–10 (–15) cm lang en 1–2 cm dik. Het is vaak gedraaid, naar beneden gericht en wortelt gemakkelijk in de grond. Het aanvankelijk witachtige oppervlak is min of meer in de lengterichting gegroefd en wordt naarmate het ouder wordt steeds roestiger.
Geur en smaak
Het witte vruchtvlees is dik en stevig in het midden van de hoed en smaakt erg bitter. De geur wordt omschreven als sterk houtachtig of kruidig-aromatisch.
Sporenprint
De sporenprint is crèmeroze tot crème-oker.

### Microscopische kenmerken
De sporen zijn glad, afgerond ovaar, inamyloïde, kleurloos in KOH, bevatten vaak min of meer grote druppels in de sporen en meten 5–6 × 4–5 µm. De basidia hebben vier sterigmata. Pleurocystidia komen niet voor. Cheilocystidia zijn cilindrisch tot knotvormig of onregelmatig, met vertakte of, glad, dunwandig, hyaliene in KOH en meten 20–35 × 3–5 µm. Pileipellis bij volassen exemplaren een cutis van cilindrische, geklemde elementen van 2,5–5 µm breed; glad; hyaliene in KOH; uitgestrekte uiteinden cilindrisch met afgeronde toppen.

## Verspreiding
De schimmel is wijdverspreid in Europa en is aangetroffen in Finland tot aan de poolcirkel.

## Ecologie

Europese verspreidingsgebied

De vruchtlichamen van de roestvlekkenzwam verschijnen meestal van augustus tot november op min of meer zure grond. Ze groeien meestal in groepen en vaak in heksenkringen. Deze veel voorkomende schimmel komt vooral voor in naaldbossen onder sparren- en dennenbomen, maar komt ook voor in loofbossen. De vorming van een ectomycorrhiza (inclusief de typische vorming van een Hartig-netwerk) werd bewezen. De isotoopverhouding C en N komt echter meer overeen met die van een saprobiont dan met die van een symbiont. Omdat de symbiose bewezen is, gaat het om een facultatieve mycorrhiza-schimmel.